# Bisbat de Lang Son i Cao Bang
El bisbat de Lạng Sơn i Cao Bằng (vietnamita: Giáo phận Lạng Sơn và Cao Bằng; llatí: Dioecesis Langsonensis et Caobangensis) és una seu de l'Església catòlica al Vietnam, sufragània de l'arquebisbat de Hanoi. Al 2016 tenia 6.227 batejats d'un total de 1.787.000 habitants. Actualment està regida pel bisbe Joseph Chau Ngoc Tri.

## Territori
La diòcesi comprèn les províncies vietnamites de Lang Son, Cao Bang, i la meitat de Ha-Giang, a la part septentrional del Vietnam.
La seu episcopal és la ciutat de Lạng Sơn, on es troba la catedral de la Sant Josep.
El territori s'estén sobre 18.359 km² i està dividit en 22 parròquies.

## Història
La prefectura apostòlica de Lang Són i Cao Bang va ser erigida el 31 de desembre de 1913, mitjançant el decret Quo spirituales de la Congregació de Propaganda Fide i prenent el territori del vicariat apostòlic de Tonkin septentrional (avui diòcesi de Bắc Ninh). El territori va ser confiat als dominics francesos de la província de Lió, amb el pare Bertrand Cothonay com a primer prefecte.
L'11 de juliol de 1939 la prefectura apostòlica va ser elevada a vicariat apostòlic en virtut de la butlla Libenti animo del papa Pius XII.
El 24 de novembre de 1960 el vicariat apostòlic va ser elevat a diòcesi mitjançant la butlla Venerabilium Nostrorum del papa Joan XXIII.

## Cronologia episcopal
- Bertrando Cothonay, O.P. † (1913 - 1924 mort)
- Domenico Maria Maillet, O.P. † (31 de març de 1925 - 1930 mort)
- Félix Hedde, O.P. † (20 de novembre de 1931 - 4 de maig de 1960 mort)
- Réginald-André-Paulin-Edmond Jacq, O.P. † (4 de maig de 1960 - 24 de novembre de 1960 renuncià)
- Vincent de Paul Pham Van Du † (24 de novembre de 1960 - 2 de setembre de 1998 mort)
- Joseph Ngô Quang Kiêt (3 de juny de 1999 - 19 de febrer de 2005 nomenat arquebisbe de Hanoi)
- Joseph Đăng Đúc Ngân (12 ottobre 2007 - 12 de març de 2016 nomenat bisbe de Đà Nẵng)
- Joseph Chau Ngoc Tri, dal 12 de març de 2016

## Estadístiques
A finals del 2016, la diòcesi tenia 6.227 batejats sobre una població de 1.787.000 persones, equivalent al 0,3% del total.
| any  | població | població  | població | sacerdots | sacerdots       | sacerdots       | sacerdots             | diàques | religiosos | religiosos | parroquies |
| ---- | -------- | --------- | -------- | --------- | --------------- | --------------- | --------------------- | ------- | ---------- | ---------- | ---------- |
| any  | batejats | total     | %        | total     | clergat secular | clergat regular | batejats por sacerdot | diàques | homes      | dones      |            |
| 1950 | ?        | ?         | ?        | 21        | 12              | 9               | ?                     |         |            | 35         | 9          |
| 1963 | 2.500    | ?         | ?        | 4         | 4               |                 | 625                   |         |            | 7          | 11         |
| 1999 | 5.000    | 1.700.000 | 0,3      | 9         | 9               |                 | 555                   |         |            | 1          | 13         |
| 2000 | 5.583    | 1.550.000 | 0,4      | 9         | 9               |                 | 620                   |         |            | 7          | 12         |
| 2001 | 5.670    | 1.129.400 | 0,5      | 8         | 8               |                 | 708                   |         |            | 8          | 13         |
| 2002 | 5.800    | 1.150.000 | 0,5      | 2         | 2               |                 | 2.900                 |         |            | 7          | 14         |
| 2003 | 5.928    | 1.159.000 | 0,5      | 3         | 3               |                 | 1.976                 |         |            | 8          | 10         |
| 2004 | 6.078    | 1.153.000 | 0,5      | 4         | 4               |                 | 1.519                 |         |            | 7          | 11         |
| 2013 | 5.354    | 1.787.000 | 0,3      | 15        | 8               | 7               | 356                   |         | 8          | 33         | 22         |
| 2016 | 6.227    | 1.787.000 | 0,3      | 22        | 14              | 8               | 283                   |         | 9          | 45         | 22         |